# Henri Paternóster
Henri Paternóster, född 9 januari 1908 i Etterbeek, död 30 september 2007 i Bryssel, var en belgisk fäktare.
Paternóster blev olympisk bronsmedaljör i florett vid sommarspelen 1948 i London.